# Evangheliile sinoptice

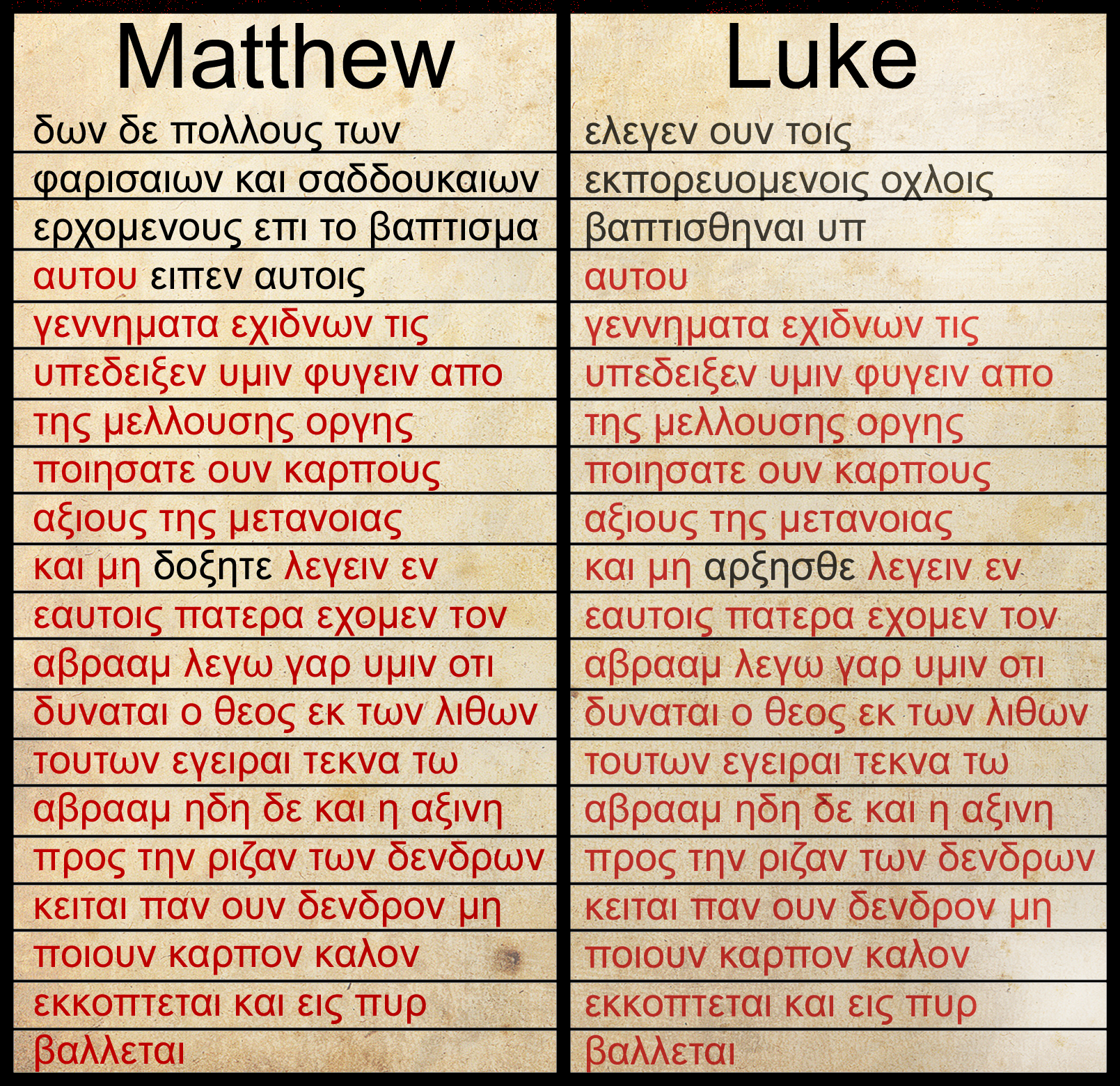
Diferențele sunt prezentate cu negru. Matei 3:7-10 & Luca 3:7-9. Text din 1894 Scrivener New Testament

Expresia evangheliile sinoptice se referă la trei dintre evangheliile canonice: Matei, Marcu și Luca. Denumirea vine de la faptul că aceste trei evanghelii pot fi aranjate într-un synopsis, adică așezate în coloane paralele pentru a se observa asemănările și diferențele dintre ele în relatarea acelorași evenimente. Primul synopsis a fost alcătuit de J.J. Griesbach în 1776.
Cele două probleme fundamentale în legătură cu evangheliile sinoptice sunt determinarea relației literare dintre acestea (problema sinoptică) și determinarea relației literare dintre acestea și Evanghelia după Ioan.